# Guido Van den Bogaert
Guido Van den Bogaert (Lier, 20 april 1956) is  een BelgiëBelgisch voormalig politicus voor de CVP / CD&V. 

## Levensloop
Hij is de zoon van voormalig senatrice en KVLV-voorzitster Elza Ceulemans.
Hij werd politiek actief bij de CVP-jongeren. Hij was hiervan achtereenvolgens voorzitter te Lier (1982 - 1985), voorzitter van het arrondissement Mechelen (1984 - 1985)  en  Nationaal secretaris (1985 - 1990). Tevens was hij voorzitter plaatselijke CVP-afdeling Lier (1989 -1995).
Hij was gemeenteraadslid en schepen van de stad Lier (1995 - 2012) en provincieraadslid (1991 - 2006) en voorzitter van de Provincieraad van Antwerpen (2000 - 2006). 
In de periode 2004 tot 2013 cumuleerde hij 16 à 6 mandaten, waarvan 3 à 10 bezoldigd.
Hij is gehuwd en vader van 3 kinderen.